# Ludwik Geyer
Ludwik Geyer (6. ledna 1805 Berlín – 21. října 1869 Lodž) byl průmyslník, který je pokládán za pionýra rozvoje textilního průmyslu v Lodži i v Polsku. Byl majitelem první textilní továrny s parním pohonem v tehdejším Polském království.

## Životopis

### Mládí
Geyer pocházel z továrnické rodiny ze Saska, která byla vlastníkem továrny na výrobu bavlněných výrobků v Neugerzdorf. Po skončení studia na berlínské akademii začal pracovat v továrně svého otce.
Polské království po období trojího dělení Polska a po Napoleonském období bylo ve velkých problémech. Postupně však došlo k některým podstatným změnám. Lodž byla vybrána jako středisko pro tkalcovský průmysl s perspektivou rozvoje výroby a otevření trhů v Rusku. Na přelomu 18. a 19. století mělo město necelých tisíc obyvatel. V roce 1820, kdy bylo rozhodnuto o dalším vývoji, již mělo asi 3 tisíce obyvatel. Plánované továrny obdržely finanční privilegia a byla jim přislíbena podpora vlády. Tyto nové možnosti se rozhodl Ludwig Geyer využít.
V roce 1826 přijel poprvé do Lodže a po seznámení se se situací rozhodl se zde usídlit. Dne 9. srpna ve Varšavě podepsal smlouvu s Komisí Mazowického komitétu (Komisją Województwa Mazowieckiego), podle které měl postavit obytný dům a tkalcovnu bavlněných výrobků. Pro tento účel obdržel pomoc v podobě: stavebních parcel, ujištění o pomoci při výstavbě a licenci na pořízení příze se sníženým o 2/5 clem. Průmyslník se naopak zavázal k rychlému postavení dvaceti tkacích strojů a v průběhu deseti let ke zvýšení produkce bavlněných výrobku na stu tkacích strojů. Majetek, se kterým přijel ze Saska, však nebyl velký, stačil jen na 12 tkacích strojů a několik strojů na potisk.

### Začátek lodžské činnosti
V roce 1828 přijel Ludwig Geyer do Lodže. Rychlý růst však začíná až po listopadovém povstání (1830/1931), když v roce 1832 odkoupil pozemek na Piotrkowské ulici a postavil zde zděný klasicistní domek. V témže roce zde bylo postaveno také 33 tkalcovských stavů a 11 stolů pro potisk perkálu. Továrna dále odebírala produkci 100 domácích tkalců z nedalekých Pabianac  a od 60 tkalců z Lodže. A dále postavil několik patrových budov, mj. barvírnu nebo dům, ve kterém byl umístěn válcový tiskařský stroj. Moderní tiskařský stroj byl v roce 1834 přivezen z Vídně a byl poháněn koňským žentourem. První takové zařízení v Polském království. Zanedlouho nakoupil 50 ha pozemků v jižní oblasti Lodži pro předpokládaný další rozvoj.

### Vyvrcholení podnikání
V roce 1835 byl Ludwig Geyer již tak silným podnikatelem, že se pustil do stavby nové velké přádelny a tkalcovny. Stavba byla ukončena v roce 1837 a byla nazývána Bílou továrnou (Biała Fabryka). O rok později byl přistaven k hlavní budově třípatrový pavilón a Ludwig Geyer se stal v té době největším lodžským podnikatelem a vzorem podnikání v Polsku. To vedlo k tomu, že se mu začalo přezdívat „otec Lodže“.
V roce 1838 byl postaven v Lodži první parní stroj s výkonem 60 HP, který svým komínem zaujal celé město, zvláště když tento moderní prvek nahrazoval žentour dosud využíval práci koní. Tento parní kotel byl i novinou v Polsku.
Továrna byla komplexním bavlnářským provozem, měla přádelnu, tkalcovnu, tiskárnu, barvírnu a disponovala veškerou potřebnou technikou. V roce 1853 se společnost dostala na svůj vrchol, výroba byla v maximální míře zmodernizována, byly zde tři parní stroje s výkonem 120 HP.
Trvalá snaha o posílení své pozice je patrná z mnoha propagačních cest. Svoji produkci propagoval na průmyslových výstavách v řadě měst. Za zmínku stojí např. Vilnius, Riga, Charkov. Je také třeba zmínit Petrohrad a prezentaci svých výrobku na výstavě v Moskvě v roce 1843, kde od poroty získal povolení požívat erb Impéria na svých výrobcích. Na těchto výstavách také obdržel celou řadu vyznamenání. Za zmínku stojí např. medaile z Varšavy v roce 1838 nebo Petrohradu 1838. V roce 1846 pak obdržel řád Svatého Stanislava III. stupně (Order Świętego Stanisława III klasy) Ruského impéria.

### Nástup krize
V roce 1854 se začínají projevovat první známky krize. Ludwik Geyer začal budovat v nedaleké  Rudzie Pabianickiej mimo výrobu textilu i cukrovar, lihovar, cihelnu, pilu a závod na výrobu olejů. Jestliže se v roce 1839 dle polské banky (Banku Polskiego) rovnala hodnota úvěru hodnotě pohledávek, v roce 1844 tyto dluhy překročily hodnotu 1 miliónu polských zlotých. Situaci ještě zhoršil požár továrny v roce 1853 a začínal se projevovat nástup Karola Scheiblera, který v roce 1855 uvedl do provozu velkou přádelnu. Geyer už neměl zásoby na rovnocennou konkurenční válku. V té době nastal postupný rozprodej majetku, nejprve nemovitostí v Rudzie Pabianickiej a v roce 1860 přešly na Polskou banku parcely v Lodži při Piotrkovské ulici a v roce 1861 se přestěhoval do domu u Pietrokovské ulice. V roce 1861 začaly potíže s dodávkami bavlny v důsledku zastavení vývozu bavlny z USA a přes tyto problémy se Ludwig Geyer již nedostal.
I v nejvypjatějších letech se však Ludwig Geyer věnoval charitativní činnosti, např. v roce 1851 založil školu pro děti zaměstnanců  a v roce 1857 pak fond pro pracovníky, z kterého se hradila zdravotní péče. Byl v té době také členem celé řady společností.

### Krach a konec života
Ludwik  Geyer se ve vyhrocené situaci šedesátých let pokoušel o mnohé. Žádal o pomoc i ruskou vládu, odvolával se na svůj postoj v době povstání v roce 1839. Jeho snaha byla však neúspěšná, situace byla i nadále vážná a v roce 1863 mu byla k zaplacení vyměřena částka 28 tisíc zlatých rublů. Krátce před svojí smrtí v roce 1864 byl vsazen do vězení. Rodina sehnala ještě peníze na zaplacení kauce. Dva roky před svojí smrtí ještě smluvně rozhodl o předání přádelny a později zbývající část podniku berlínskému bankéři Bernardowi Ginsbergowi, za to obdržel provozní kapitál. Pro lepší pochopení situace je třeba si uvědomit, že v roce 1865 již Lodž nebyla malou osadou, ale měla již 40 tisíc obyvatel jejichž značná část jich byla spojena s textilním průmyslem, jehož byl Ludwig Geyer významným představitelem. V srpnu 1869, zadlužený, zatížený soudními procesy a exekucemi předal svůj majetek synovi Gustavovi a 21. října 1869 zemřel.
Vědomí významu Ludwika Geyera však z Lodže zcela nezmizelo. I nadále zde zůstala továrna Zakłady Przemysłu Bawełnianego Ludwik Geyer Spółka Akcyjna.

## Galerie

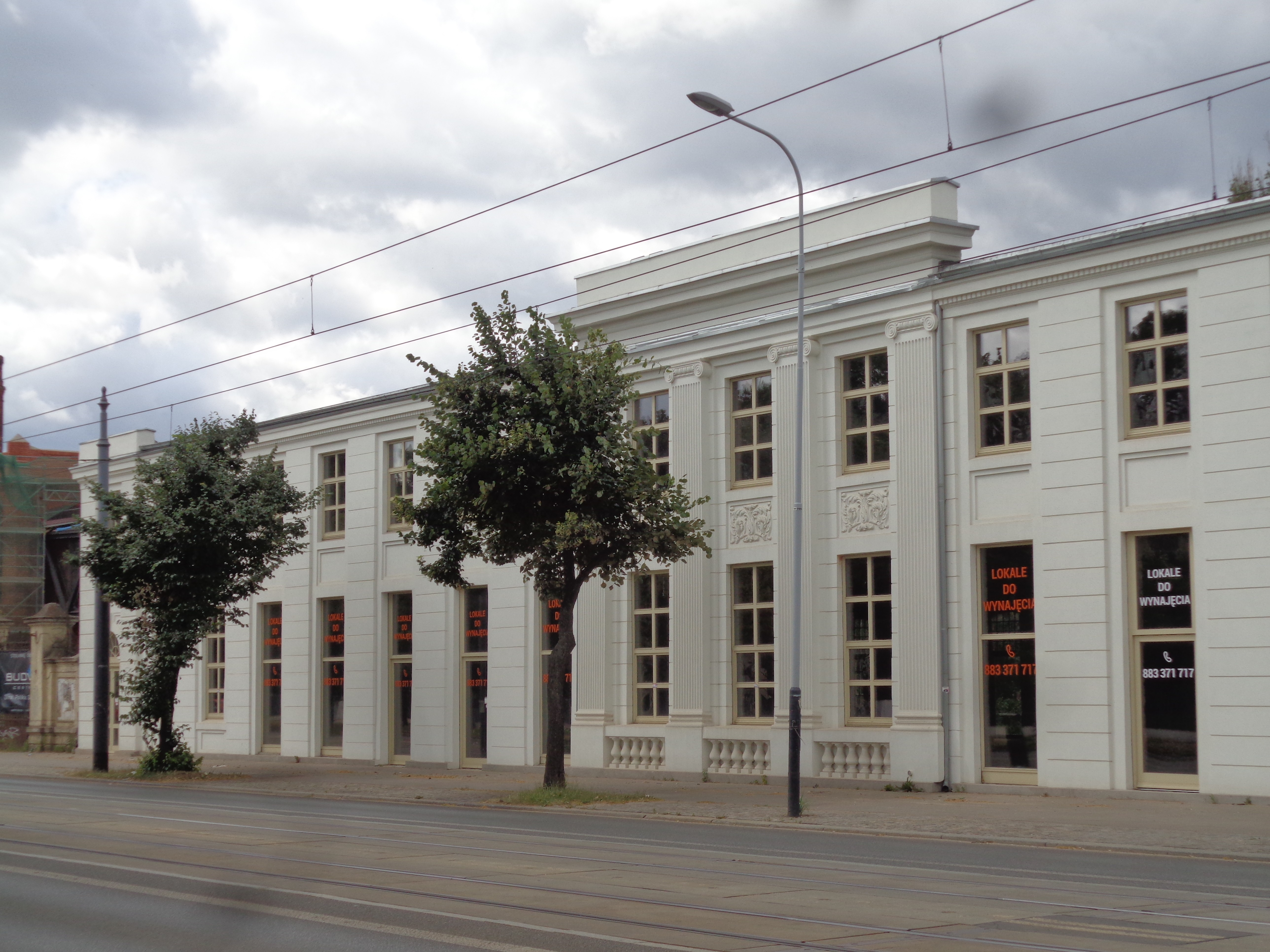
Bílá továrna v Lodži
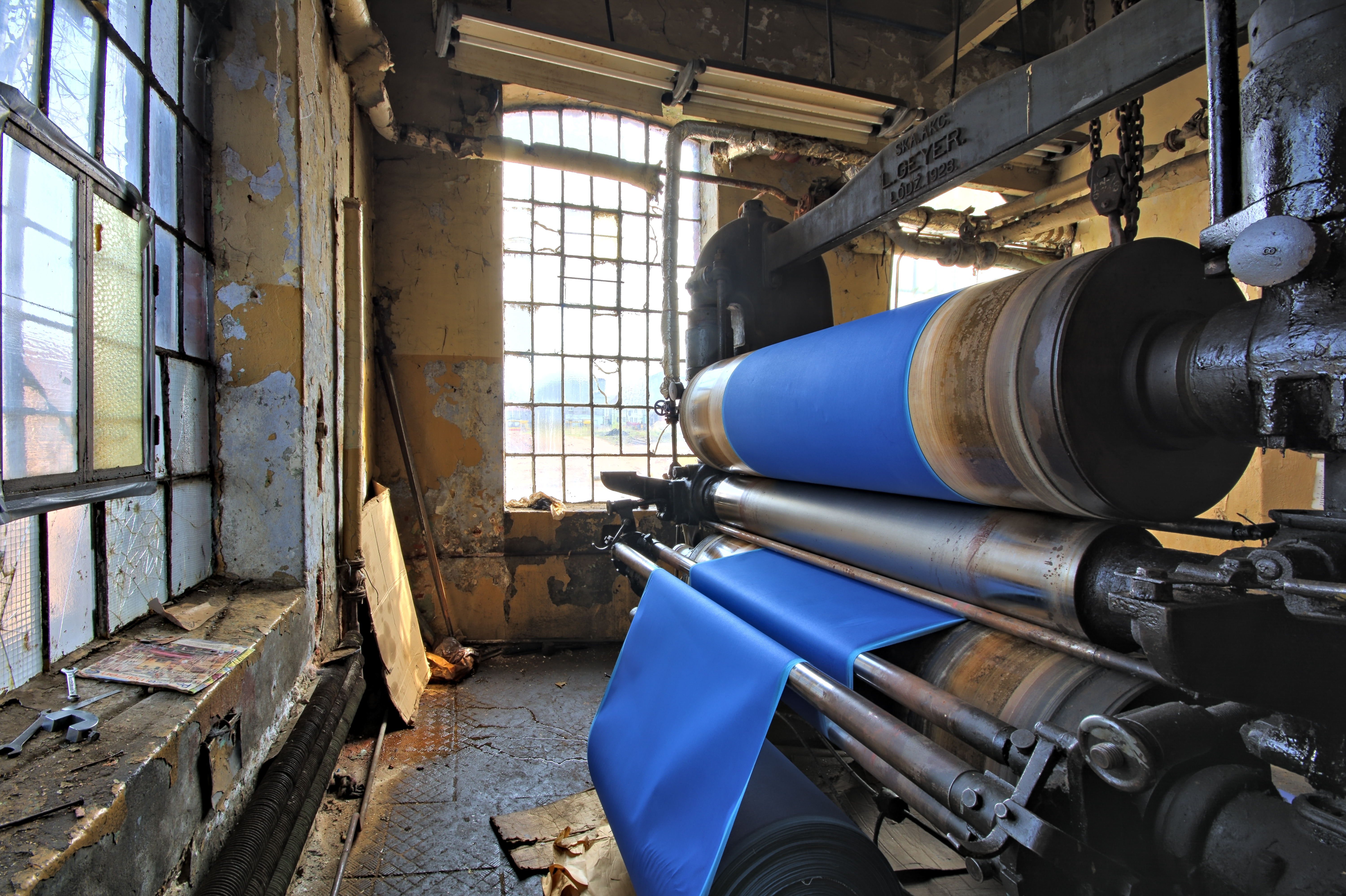
Interiér továrny Ludwika Geyera v Lodži
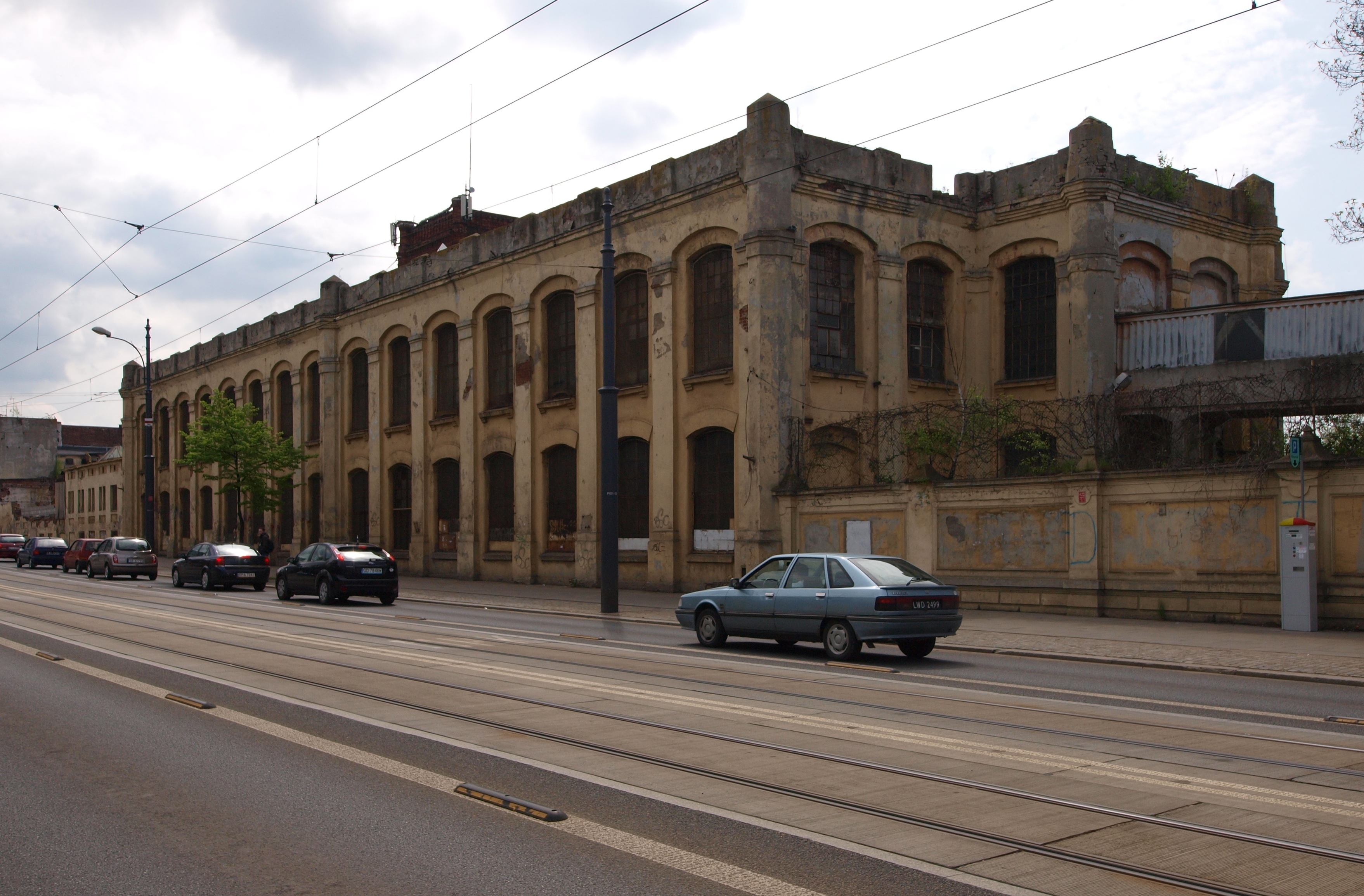
Továrna Ludwika Geyera v Lodži
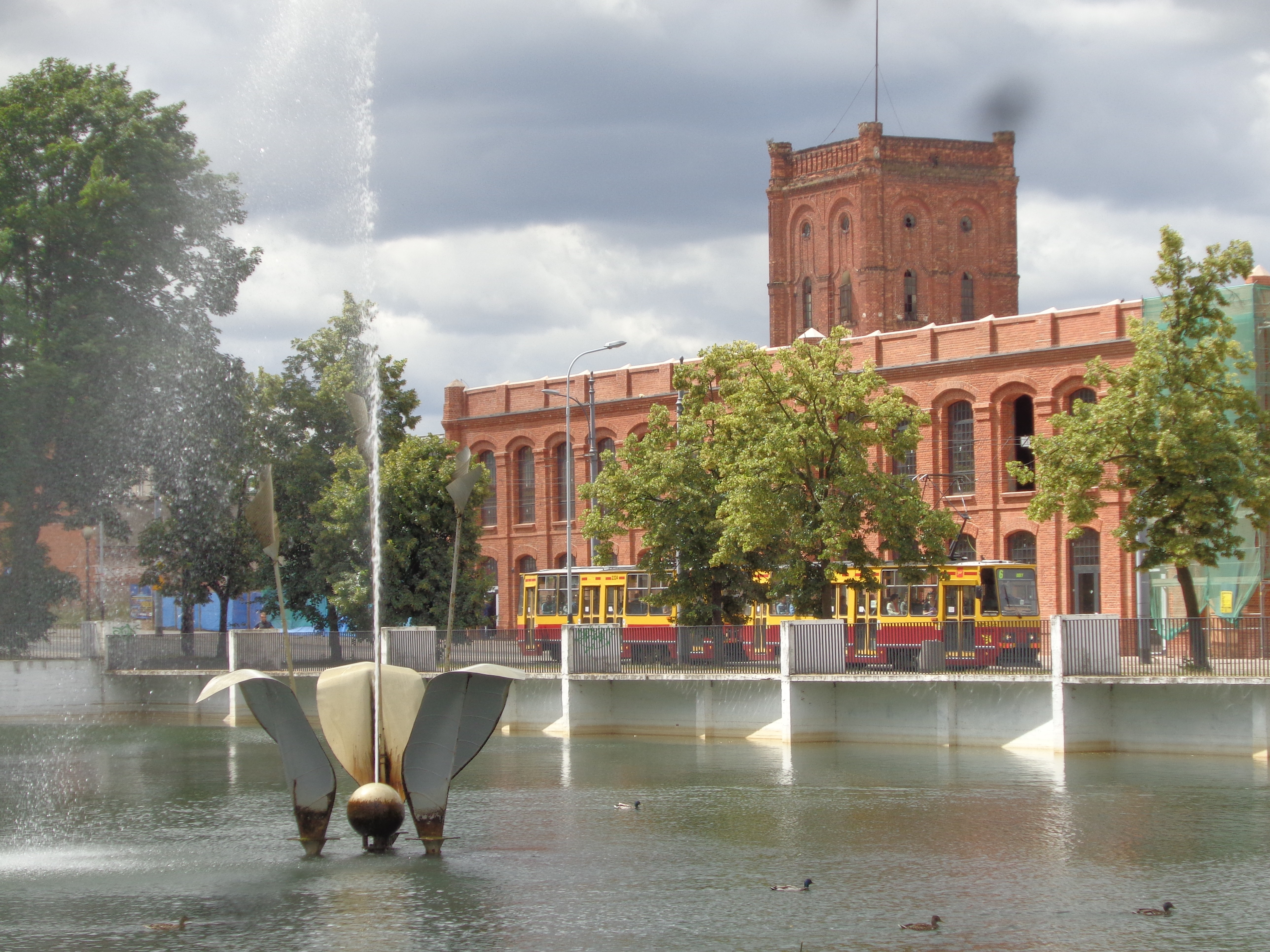
Továrna Ludwika Geyera v Lodži
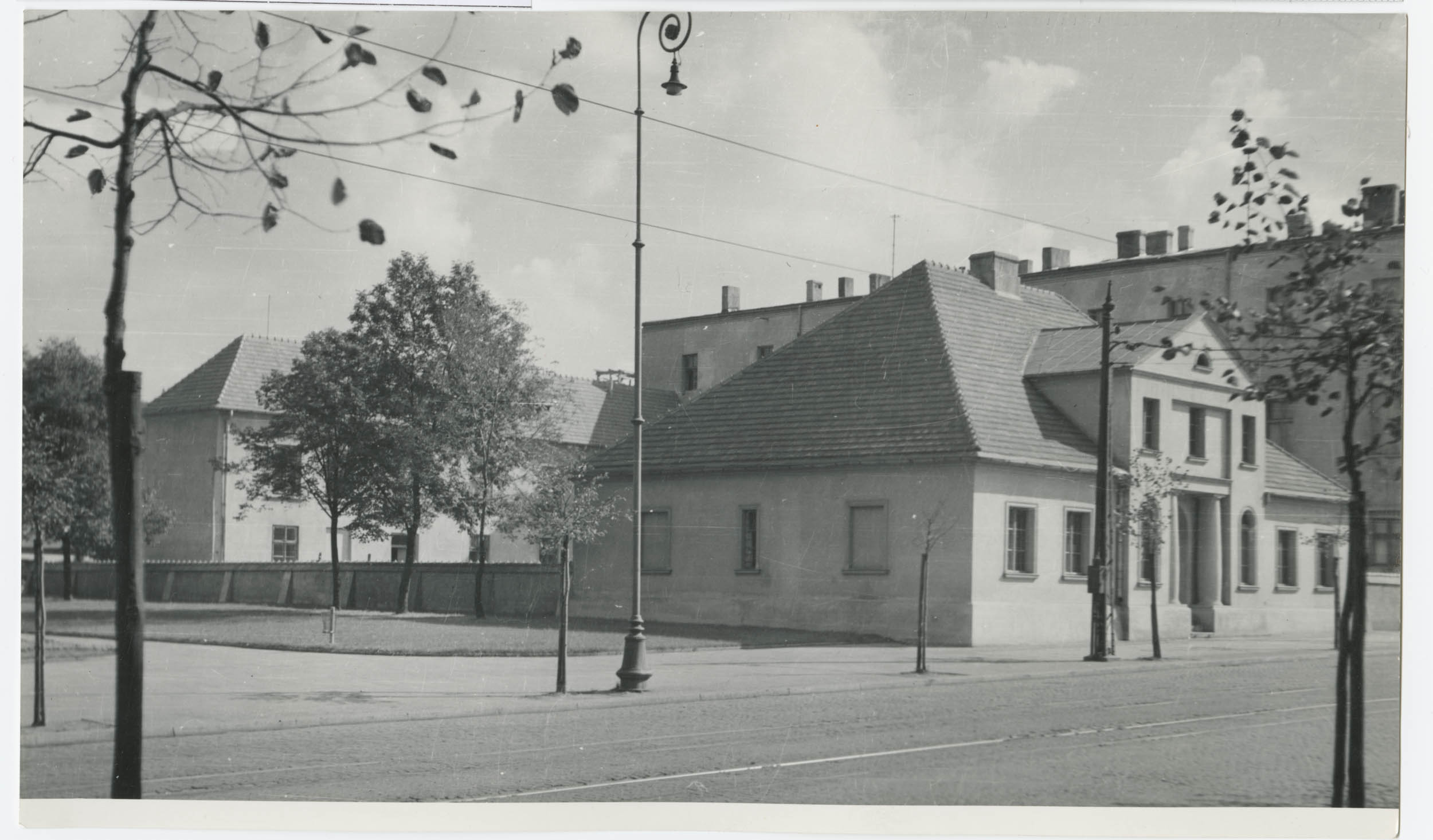
Dům Ludwika Geyera na Piotrkowské ulici v Lodži
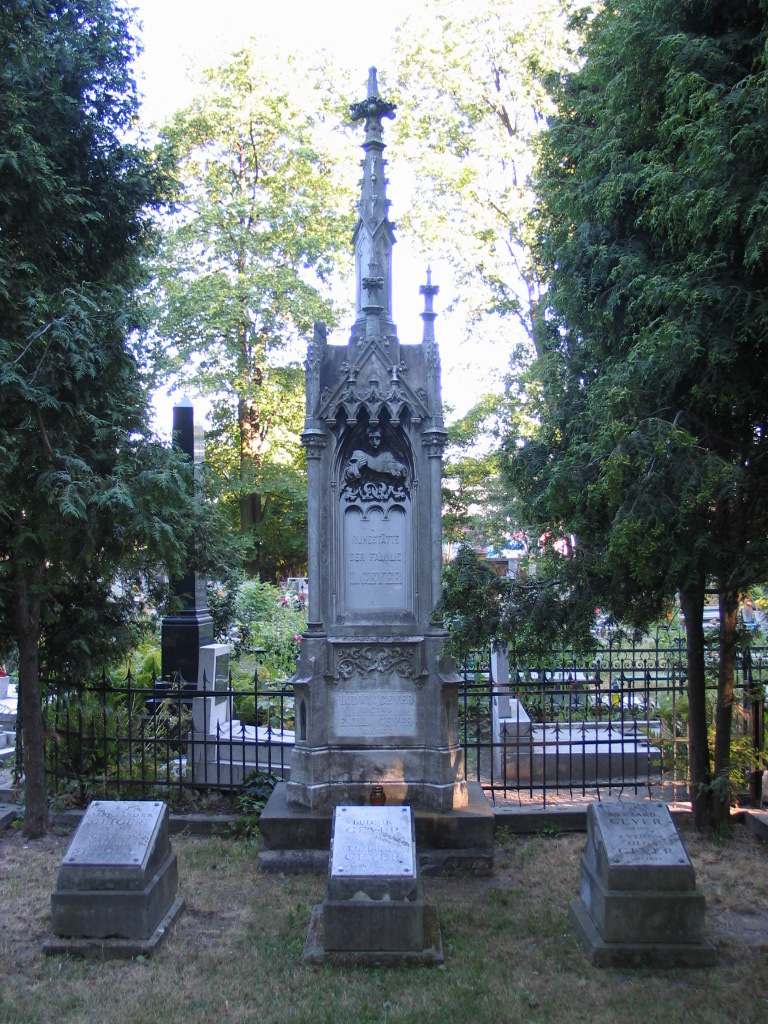
Hrobka Ludwika Geyera v Lodži